# Xanthopleura perspicua
Xanthopleura perspicua är en fjärilsart som beskrevs av Walker 1856. Xanthopleura perspicua ingår i släktet Xanthopleura och familjen björnspinnare. Inga underarter finns listade i Catalogue of Life.